# Теола (Сондрио)
Теола је насеље у Италији у округу Сондрио, региону Ломбардија.
Према процени из 2011. у насељу је живело 250 становника. Насеље се налази на надморској висини од 1879 м.